# Marianna Madia
Pour les articles homonymes, voir Madia.
Maria Anna Madia (connue sous le nom de Marianna Madia), née le 5 septembre 1980 à Rome, est une députée italienne, ministre de la Simplification et de l’Administration publique dans le gouvernement Renzi puis dans le gouvernement Gentiloni entre 2014 et 2018.

## Biographie
Née à Rome en 1980, son père est l'acteur et journaliste Stefano Madia.
Marianna Madia étudie au Lycée Chateaubriand de Rome ou elle obtient son diplôme avec la mention « bien ». Elle est diplômée en Sciences politiques et collabore avec l'Agenzia di Ricerche e Legislazione (it) (AREL), fondée par Nino Andreatta.
En 2013, elle se marie avec le producteur Mario Gianani avec qui elle a deux enfants, Francesco et Margherita, née le 8 avril 2014.